# Porphyrinia conistrota
Porphyrinia conistrota är en fjärilsart som beskrevs av George Francis Hampson 1910. Porphyrinia conistrota ingår i släktet Porphyrinia och familjen nattflyn. Inga underarter finns listade i Catalogue of Life.